# بيت مراد (إب)

تعديل مصدري - تعديل

بيت مراد هي إحدى قرى عزلة المقاطن بمديرية إب التابعة لمحافظة إب، بلغ تعداد سكانها 925 نسمة حسب تعداد اليمن لعام 2004.